# 송포항 (둔덕면)
송포항은 경상남도 거제시 둔덕면 술역리에 있는 어항이다. 2003년 2월 3일 어촌정주어항으로 지정하여 관리하고 있다. 시설관리자는 거제시장이다.

## 어항 연혁
- 녹산의 서남쪽에 녹산천의 하구로 송림이 울창하여 어부림을 형성하였으니 옛날 돌발을 설치하여 봄 멸치, 칼치를 가두어 잡은 곳이다.

## 어항 구역
- 수역: 미지정(거제시 둔덕면 술역리 803-27번지 수역)
- 육역: 미지정

## 어항 시설
- 물양장, 선착장

## 주요 어종
- 굴, 멍게, 장어, 노래미, 멸치